# Tango para Chicos
Tango para chicos es un proyecto que tiene como objetivo la de generar una línea estilística del tango dirigida hacia los niños. Se inició en diciembre del año 2000 por Graciela Pesce y Daniel Yarmolinski, con el lanzamiento del primer número del Boletín Bulebú con Soda. Está auspiciado por la Academia Porteña del Lunfardo y por la Academia Nacional del Tango de la República Argentina desde el 26 de septiembre del 2007.
El proyecto incluye la edición de boletines, libros, discos y vídeos, programas de televisión, la participación de artistas de primera línea, la realización de talleres y recitales de historia del tango, para alumnos de escuelas primarias, docentes y maestras. Así como la composición de tangos dirigidos especialmente a los niños.

## Características del proyecto
Hacia 1997 Graciela Pesce se propuso acercar el tango a los niños, para ello creó una serie especial de tangos dirigidos a los "chicos" con un lenguaje claro y fácilmente compresible, con sus códigos, narrando historias que involucran a los chicos, casi como en un juego, la compresión de pertenecer a un lugar. A una forma musical y a unos textos que, a partir de ese momento contarían sus historias, con sus palabras, dándoles su propia realidad en tango. 
El proyecto busca dar a los niños una herramienta cultural efectiva para construir identidad basada en el tango. La identidad de la música,  poesía y ejecución del tango brinda un modo de ser y de comportarse a la vez que satisfacciones físicas y emocionales.
El 11 de diciembre de 2012 Graciela Pesce y Daniel Yarmolinski crean y coordinan el "Movimiento Rioplatense de Tango para Chicos y Chiquilinas" que es un espacio de encuentro amplio donde argentinos y uruguayos (artistas, maestras de nivel inicial, de escuela primaria, instructores y estudiantes, promotores y divulgadores, etc) que ofrecen de manera integral el Tango a la niñez, puedan acercar inquietudes, experiencias y todo aquello que consideren enriquecedor para los niños, sus derechos y su relación con el tango.
En junio de 2016 el proyecto fue expuesto en el Congreso Universitario Internacional de Tango Argentino organizado por la Universidad Nacional de las artes (UNA) de Argentina.

## Publicaciones
Los materiales que se utilizan en el proyecto tango para chicos son los siguientes:

### Discografía
- "Tango para chicos -Vol 1" (1998) con la participación de Julia Zenko. Discográfica: M&M
- "Tango para chicos -Vol 2" (2004) con la participación de Juan Carlos Baglietto, Patricia Barone, Lidia Borda. Discográfica: M&M
- "Tango para chicos en los Jardines -Vol 3" (2007), con la participación del Maestro Leopoldo Federico, Lidia Borda y Eduardo Smitd. Discográfica: Típica Records. En septiembre de 2012 lo reeditó Gobi Music.
- "Tango para chicos y sus hermanos -Vol 4" (2010)) con la participación de Jairo. Editado por Gobi Music. CD nominado en la categoría: "Mejor Álbum Infantil", en los Premios Gardel 2011 (CAPIF)
- "Tango para chicos y un viaje a las estrellas -Vol 5" (2014) con la participación de Estela Díaz y Javier Calamaro. Editado por Gobi Music.

### Material audiovisual y programas de televisión
Vídeos
- Dinotango. Editado el 10 de febrero de 2009, está basado en una canción de "Tango para chicos en los jardines Vol. 3".
- Dalmiro. editado el 26 de julio de 2011, basado en un tema del 4º CD.

Televisión
Durante los años 2001 y 2002, este Proyecto produjo 24 microprogramas de Tango para chicos que fueron emitidos por la señal Solo Tango, siendo el primer programa de tango destinado a los chicos. Con historias del tango, con artistas invitados como Luis Zorz, Julia Zenko, Lidia Borda, el marinero Montes y la participación del “Ballet de tango con niños” de Olga Besio, fue conducido por Graciela Pesce y producido por Daniel Yarmolinski, Nora Marino y el canal mencionado.

### Libros
- Bulebú con Soda (Tango para ofrecer a los chicos) publicado por la Editorial Corregidor en 2005 incluye un disco. Autores Graciela Pesce y Daniel Yarmolinski.[4]

- Tango para Chicos (Letras y relatos) publicado por Editorial Corregidor en el año 2011. Autores Graciela Pesce y Daniel Yarmolinski con ilustraciones de Marcela Troncoso.

### Otras Publicaciones
Ministerio de Educación de la Nación
- Selección de Tango para Chicos para la Campaña Nacional de Lectura 2005, donde se incluyeron letras de canciones ¡Te dije mamá, te dije!, Ya crecí de golpe má y Che Rezongón.

- Tango: Diplomático útil, famoso y acreditado. publicado en noviembre de 2006. (Escuela Itinerante de capacitación docente).

Academia Porteña del Lunfardo
- Pero conozco un Tango... (En aquel perdido rincón del mundo) publicado en abril de 2008 - Comunicación Académica Nº1642[5]

## Premios y distinciones
- 1º Premio de la "Fundación Octubre" por “Tangos para Chicos” (1998).
- La Legislatura de la Ciudad Autónoma de Buenos Aires le otorgó a Graciela Pesce el reconocimiento “por su valioso aporte al cancionero de la Educación Inicial” (2005)
- Auspiciado por la Academia Porteña del Lunfardo (2007)
- 2º Premio "Centenario Doltó", Fundación por la Causa de los Niños Casa Verde (2008).
- "Premio Gobbi de Oro": Otorgado por la Academia Nacional del Tango a Graciela Pesce y Daniel Yarmolinski (2009)
- "Orden del Buzón" otorgada por el Museo Manoblanca a “Tangos para Chicos” Graciela Pesce y Daniel Yarmolinski (2010).
- Auspiciado y declarado de interés cultural por la Secretaria de Cultura de la Presidencia de la Nación (2011).
- Auspiciado por el Ministerio de Educación de la Nación (2011).
- La Legislatura Porteña declaró de Interés Cultural de la Ciudad las actividades que desarrolla el Proyecto Tango para Chicos (2012).
- Estatuilla de la Revista "Aquel Buzón" otorgada a Graciela Pesce en la Confitería Ideal de manos del académico Rubén Reale y el director Carlos Osvaldo Crespo el 11 de agosto de 2014.